# 観音岩山
観音岩山（かんのんいわやま）は、北海道札幌市南区にある山である。

## 概要
標高498m。昔は五剣山（ごけんざん）ともいい、今は八剣山（はっけんざん）と言うことが多い。豊平川（左岸）に面して聳えており、頂が鋭角の岩を連ねる特徴的な形をしている。
山の基盤は新生代第三紀中新世に形成された板割沢層で、ここに貫入した安山岩が山体の大部分をなす。川に面して安山岩の柱状節理を露出させる。この山体をさらにデイサイトが貫き頂上部を成す。観音岩山は、硬い山体以外の部分が侵食されて残った残丘とされる。
頂上から西北西、南東、北東の三方に尾根を伸ばす。特に南面が切り立った岩場で、南西から見ると鋸の刃のような形をしている。山の中腹までは林で、露出した頂上付近は高山的な植生を持っている。山の西南の麓には、砥石沢川という小川が流れる。山の東北には東砥山川があって南東に流れる。ともに豊平川の支流である。
標高が低いわりに高度感があり、多様な植物とともに、多くの登山者をひきつけている。短い距離だが、途中で険しい道をたどることになる。

## 八剣山トンネル
観音岩山の東西、豊平川左岸には、東に下砥山、西に上砥山という地区があるが、上砥山地区は山と川に囲まれた河岸段丘で、東西の河岸を崖で遮断されていた。このため下砥山地区と上砥山地区の間には観音岩山の中腹を通る徒歩の道がつけられたが、「嫁泣かせ峠」と呼ばれるほど険しかった。1963年（昭和38年）に砥山栄橋が開通すると山越えの道はあまり使われなくなり、1973年（昭和48年）に崖崩れで通行止めになった後、そのまま放置された。
八剣山トンネルは、この崖崩れによる通行不能箇所の解消を図るため、札幌市施工の初の本格的山岳トンネルとして整備され、総工費約45億円を掛けて1997年（平成9年）に着工し、1999年（平成11年）12月に開通した。
延長760mあり、上砥山と下砥山を結ぶ。

## ギャラリー

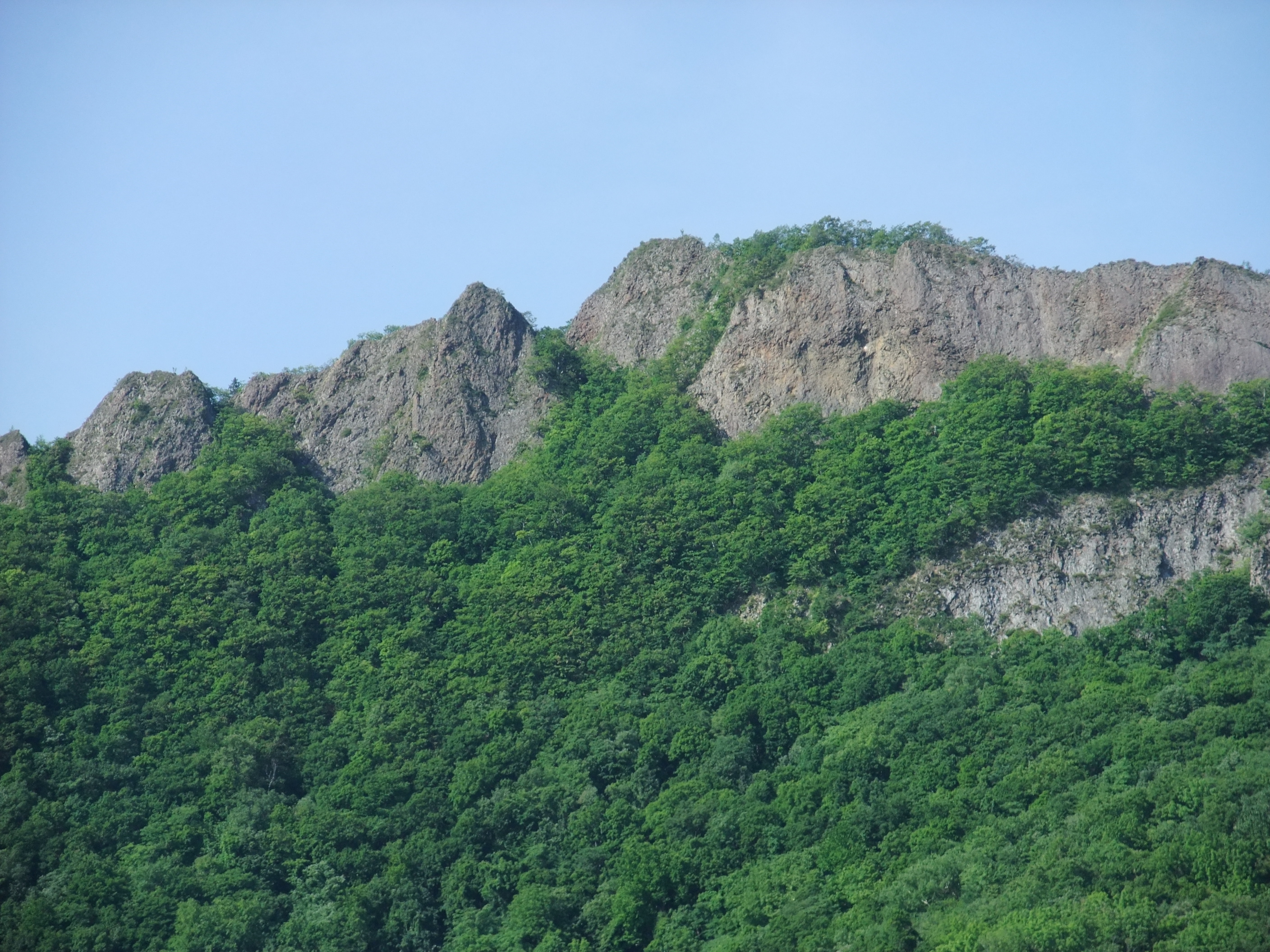
山頂部
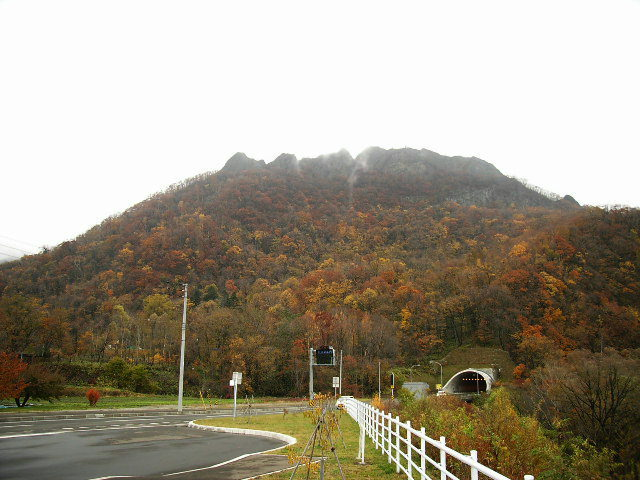
八剣山トンネル（2004年11月2日）
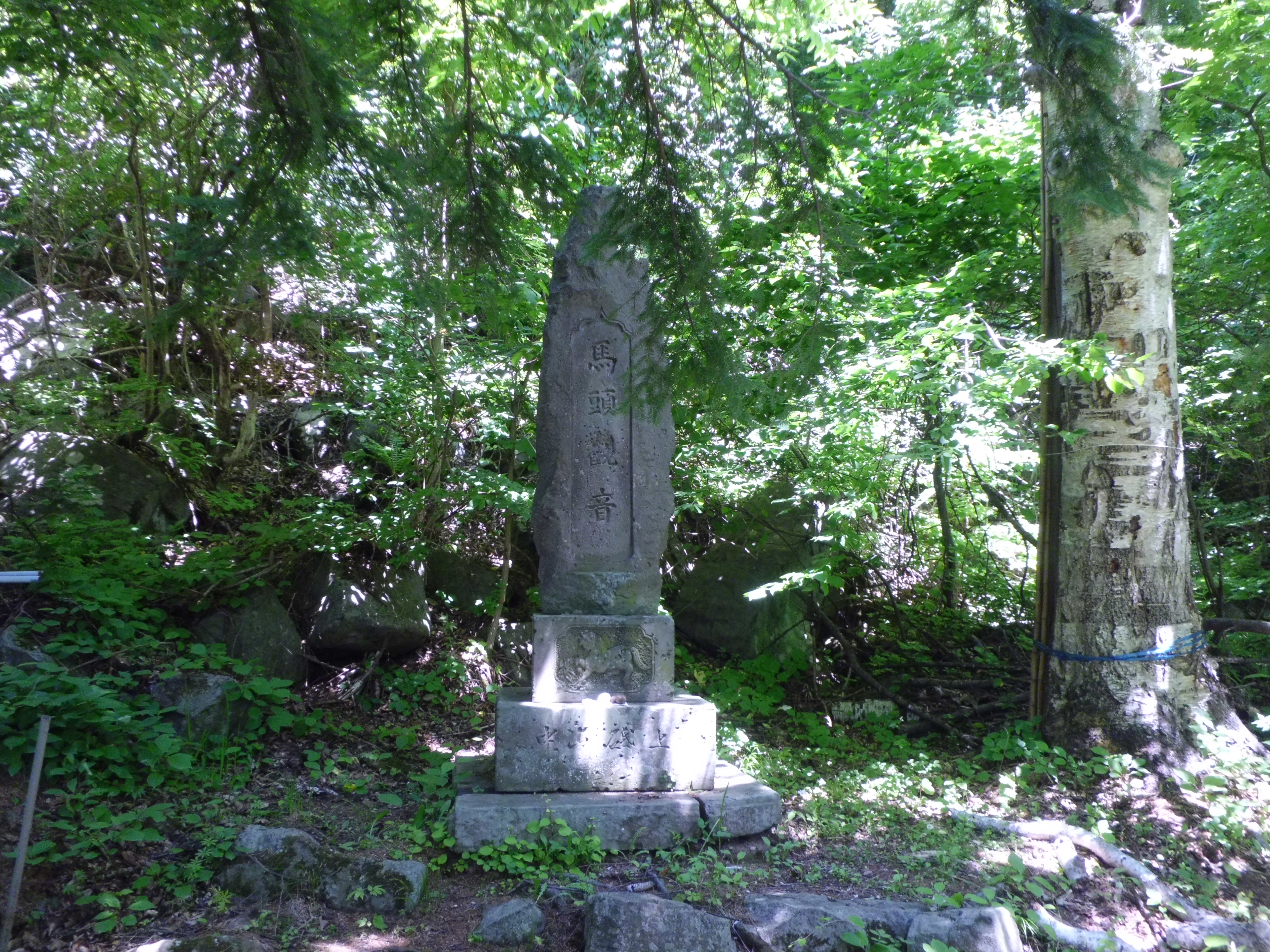
南登山口・馬頭観音
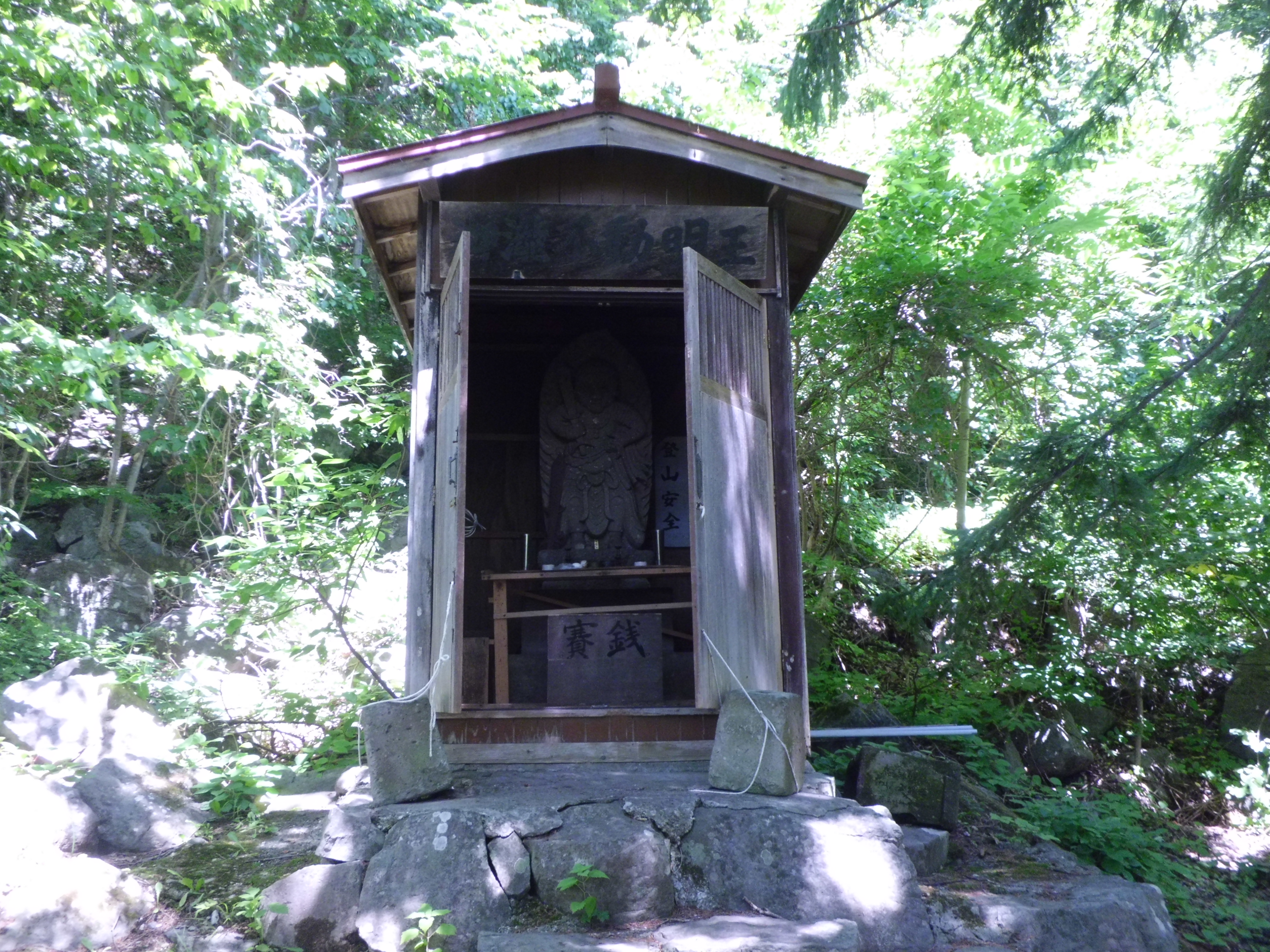
南登山口・不動明王
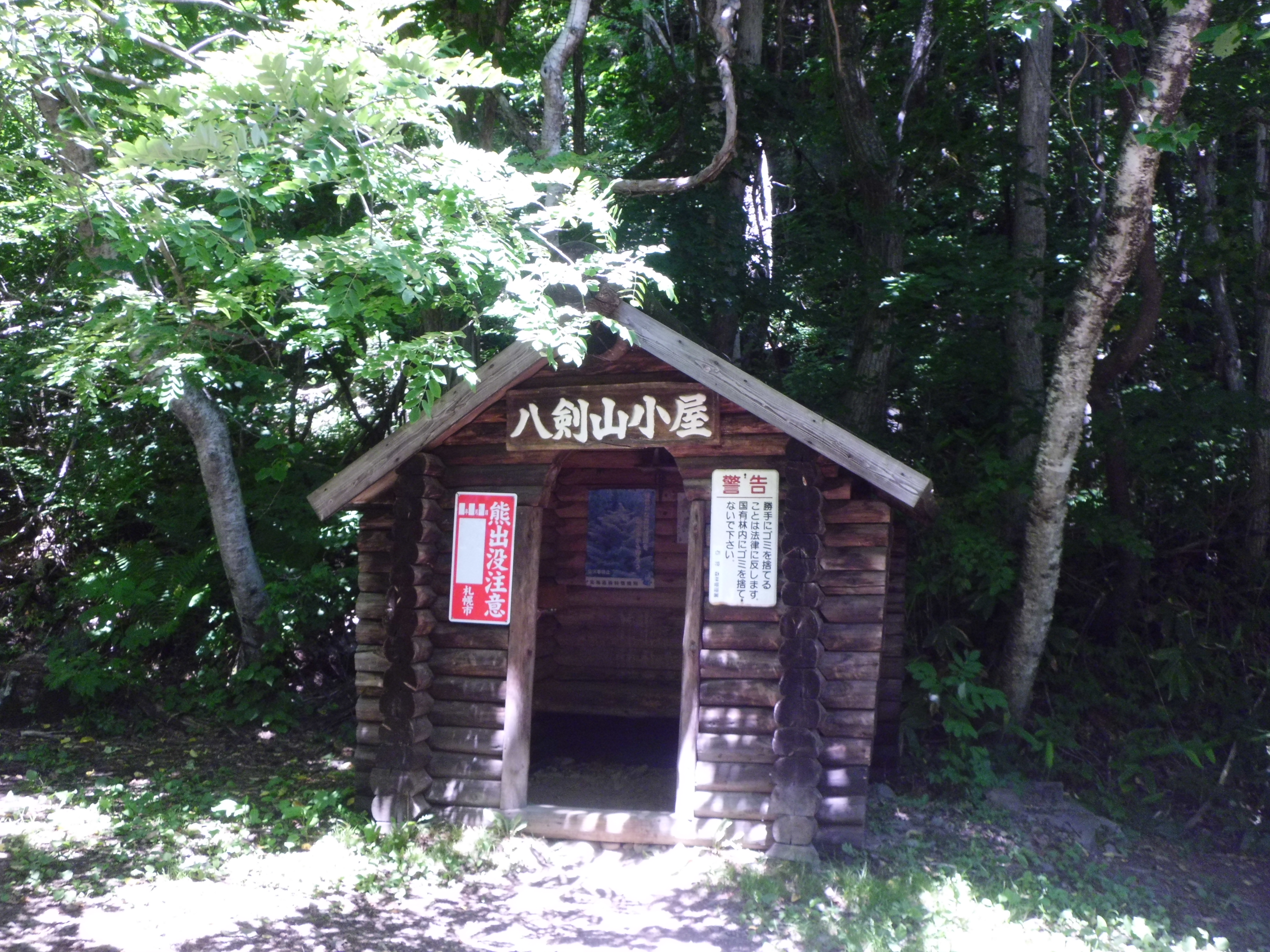
南登山口・八剣山小屋
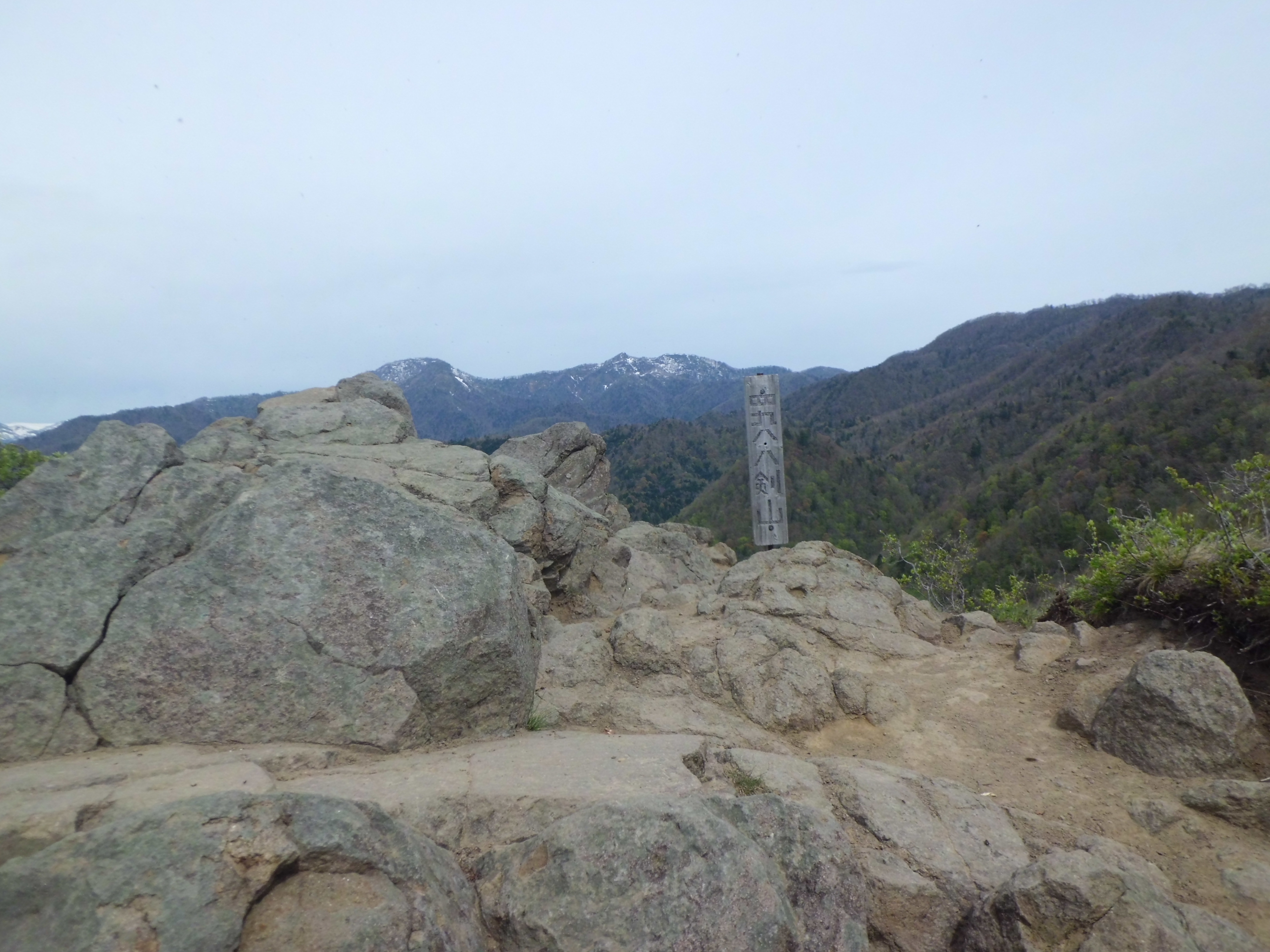
山頂
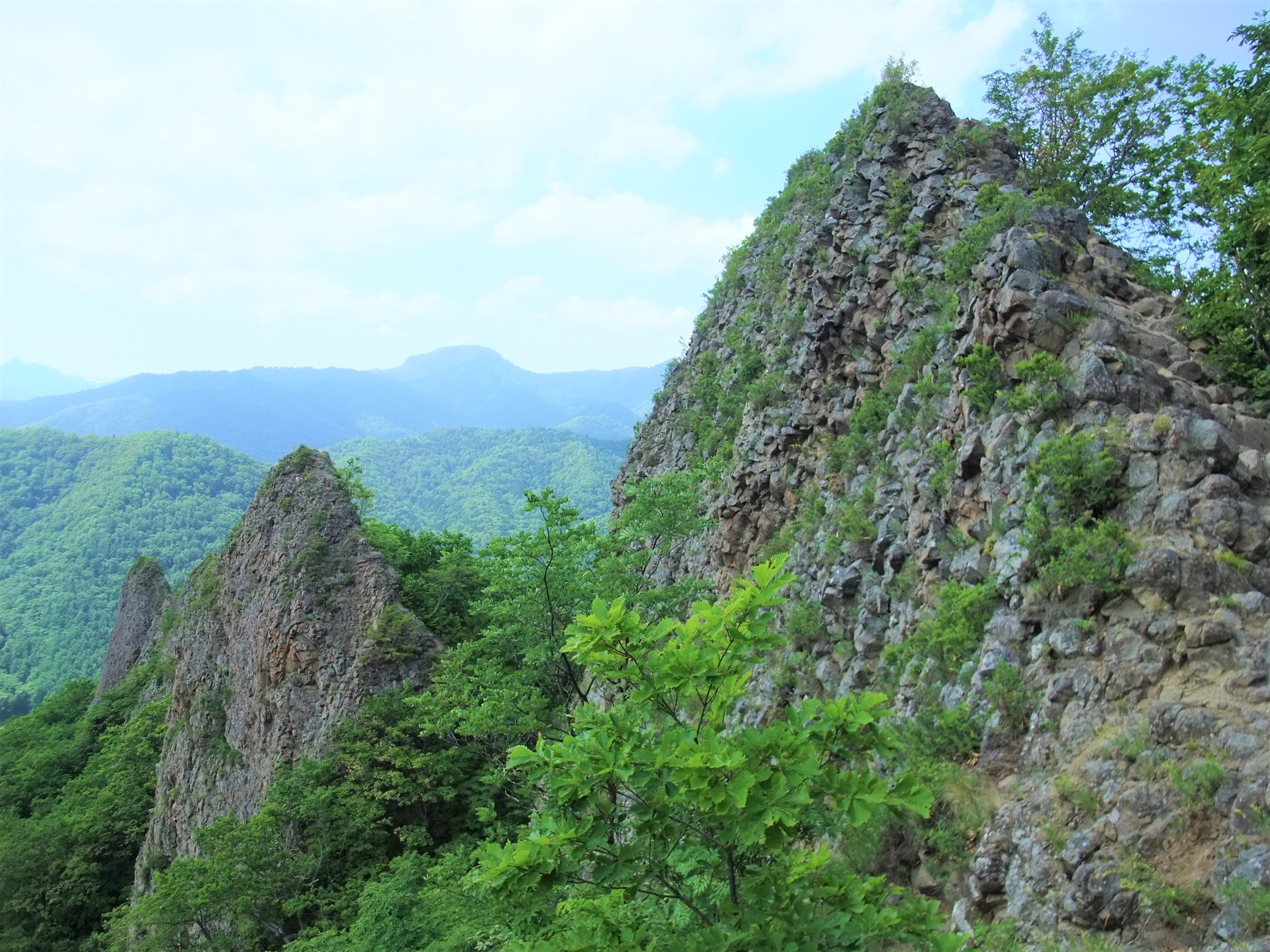
山頂から